# Lynn Geertman

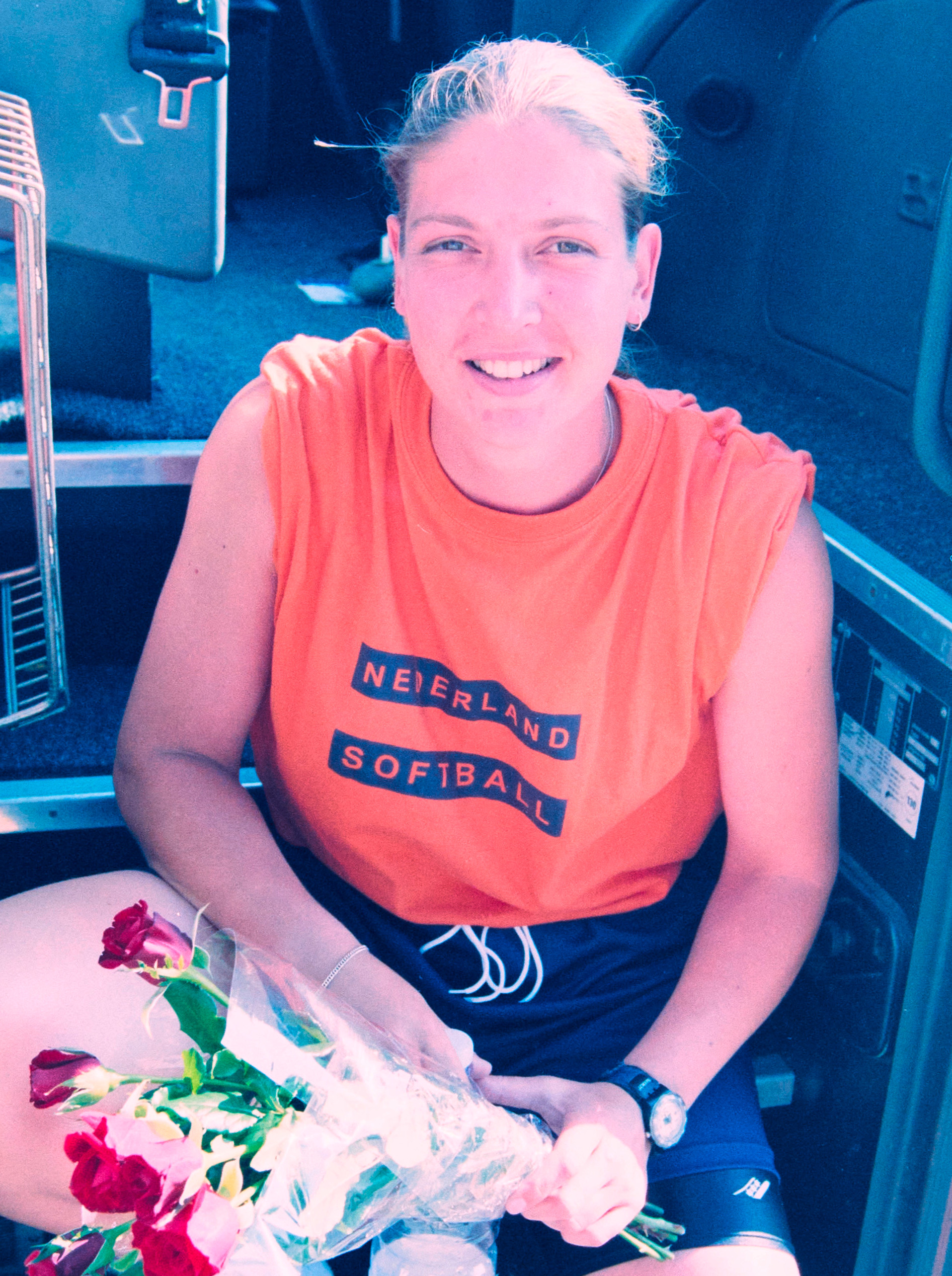
Lynn Geertman in 1999

Lynn Geertman (Haarlem, 8 mei 1974) is een Nederlandse softbalspeler.
Geertman speelde voor Het Zeeuwse Honk in Terneuzen, Kinheim te Haarlem, DSC'74 te Haarlem en vanaf 1994 voor Sparks uit Haarlem. Ze speelt tweede honkvrouw, slaat linkshandig en gooit rechtshandig. Geertman maakte deel uit van de voorlopige selectie voor het Olympische team dat deelnam aan de zomerspelen van 2008 te Peking maar haalde de eindselectie niet. Ze is sinds 1997 lid van het Nederlands damessoftbalteam en heeft tot op heden 93 interlands gespeeld. In 1997 sloeg ze de meeste homeruns in de Nederlandse competitie. In het dagelijks leven is ze werkzaam als onderdelenmanager.